# Oecopetalum mexicanum
Oecopetalum mexicanum är en tvåhjärtbladig växtart som beskrevs av Greenman & C. H. Thompson. Oecopetalum mexicanum ingår i släktet Oecopetalum och familjen Icacinaceae. Inga underarter finns listade i Catalogue of Life.